# Parti radical de gauche
Pour les articles homonymes, voir PRG.
Ne doit pas être confondu avec Parti radical, Mouvement radical ou Les Radicaux de gauche.
Le Parti radical de gauche (PRG) est un parti politique français de centre gauche, républicain et laïc, créé en 1972 par des membres dissidents du Parti radical. Il connaît plusieurs dénominations au cours de son existence, notamment celle du Mouvement des radicaux de gauche (MRG) de 1973 à 1994.
Le parti entame en 2017 un processus d'union avec le Parti radical au sein du Mouvement radical (MR). Avant la dissolution prévue du PRG, sa direction nationale restaure son indépendance début 2019. Une partie des membres font alors le choix de rester au MR. Guillaume Lacroix devient dans la foulée président du parti.

## Histoire

### 1972-1973: Mouvement de la gauche radicale-socialiste
Le PRG est né en 1972 d'une scission du Parti radical, car ses animateurs (Maurice Faure, René Billères, Robert Fabre et Jacques Maroselli) souhaitaient adhérer au programme commun de la gauche et soutenir la candidature unique de François Mitterrand pour l'élection présidentielle de 1974. La tendance, opposée aux orientations de Jean-Jacques Servan-Schreiber est initialement connue sous le nom de Groupe d'études et d'action radical-socialiste (GEARS).
Selon Frédéric Fogacci, historien spécialiste du radicalisme et directeur des études à la Fondation Charles-de-Gaulle, « la rupture de 1972 s'est faite au moment de l'union de la gauche. Son président d'alors, Jean-Jacques Servan-Schreiber, refuse de s'allier aux communistes. Mais ceux qui, localement, avaient besoin des voix de la gauche pour gagner aux législatives de 1973, ont fait scission pour sauver leur siège. Il s'agissait davantage de stratégies locales que de désaccords idéologiques ».
Le mouvement prend ensuite le nom de Mouvement de la gauche radicale-socialiste (MGRS), qui l'emporte sur Mouvement d'action radical-socialiste (MARS).

### 1973-1994: Mouvement des radicaux de gauche
En janvier 1973, son nom change et devient Mouvement des radicaux de gauche (MRG).
Les tentatives de Robert Fabre qui voulait accueillir au sein du MRG un certain nombre de gaullistes de gauche, comme Léo Hamon ou Jean Charbonnel, lui valent de solides inimitiés de la part des radicaux de gauche les plus proches du PS. Il est nommé, en 1978, Médiateur de la République par Valéry Giscard d'Estaing. Son départ est suivi de l'exclusion de plusieurs de ses proches.
Le Mouvement des radicaux de gauche gagne la présidence du Conseil régional de la Corse en 1974 avec François Giacobbi et la garde jusqu'en 1980 pour la récupérer en 1981-1982. En 1982, la Corse change de statut et devient une collectivité territoriale, dès lors c’est le président de l'assemblée de Corse qui dirige l'exécutif insulaire. Prosper Alfonsi (MRG) président de la région corse devient président de l'assemblée de Corse et le reste jusqu'en 1984. Après 1984, la droite remporte les élections territoriales.
La candidature de Michel Crépeau à l'élection présidentielle de 1981 est décevante. Il obtient 2,09 % des voix. Le MRG participe au gouvernement et obtient 14 élus aux élections législatives.
Une scission survient en 1982 et voit la création du Parti démocrate français (PDF).
Aux élections européennes de 1984, le MRG présente une liste commune avec des écologistes (dont Brice Lalonde) et l'UCR d'Olivier Stirn. La liste « Entente radicale écologiste pour les États-Unis d'Europe » obtient 3,32 % des voix, mais aucun élu.
Aux élections législatives de 1986, une tentative de présenter des listes autonomes en alliance avec le MGP (Mouvement gaulliste populaire) achève de convaincre le MRG que l'alliance avec le PS demeure la seule solution raisonnable pour sa survie. Seuls sept députés sont élus. Dès lors, François Doubin puis Émile Zuccarelli s'emploieront, à la tête du MRG, à reconstruire tout à la fois une identité politique aux radicaux de gauche et une alliance équilibrée avec le Parti socialiste.
Lors de l'élection présidentielle de 1988, le MRG soutient dès le premier tour la candidature de François Mitterrand. Il obtient 9 élus aux élections législatives et participe, à nouveau, au gouvernement. Aux élections européennes de 1989, il participe à la liste conduite par le PS et obtient 2 élus (Jean-François Hory et André Sainjon).
En 1993, le MRG ne compte plus que six députés dont une nouvelle recrue : Bernard Tapie qui adhère le 2 février 1993. Le MRG des Bouches-du-Rhône et « Énergie Sud », créé aux élections régionales de mars 1992 par Bernard Tapie, fusionnent.

### 1994-1996: Radical

Logo de la liste Énergie radicale aux élections européennes de 1994.

La liste « Énergie radicale » conduite par Bernard Tapie aux élections européennes de 1994 obtient 12,0 % des voix et 13 élus : Noël Mamère, Bernard Tapie, Jean-François Hory, Catherine Lalumière, Christiane Taubira, Michel Dary, André Sainjon, Bernard Castagnède, Odile Leperre-Verrier, Pierre Pradier, Christine Mustin-Mayer, Dominique Saint-Pierre et Antoinette Fouque.
Le 5 novembre 1994, le parti abrège son nom pour s'appeler tout simplement « Radical », mais il garde en sous-titre la mention « Mouvement des radicaux de gauche, de la réforme et de la république ».
En février 1995, Jean-François Hory, président du mouvement, annonce sa candidature à l'élection présidentielle d'avril suivant ; il propose notamment la « mise hors la loi » du chômage des jeunes et la « fiscalisation de la protection sociale ». Il se retire quelques mois plus tard, devant les sondages défavorables et faute de soutien de Bernard Tapie et des cadres du MRG (Émile Zuccarelli, Michel Crépeau ou Roger-Gérard Schwartzenberg, qui préfèrent soutenir Lionel Jospin dès le premier tour). Jean-François Hory quitte alors la présidence du MRG.

### 1996-1998: Parti radical-socialiste
En janvier 1996, Jean-Michel Baylet succède à Jean-François Hory et s'associe avec une autre figure médiatique, Bernard Kouchner qui est alors nommé « président délégué à l'innovation politique ». Le parti est rebaptisé Parti radical-socialiste (PRS) le 6 août 1996.
Aux élections législatives de 1997, au sein de la gauche plurielle, le PRS obtient 14 élus ou apparentés et participe au gouvernement. Jusqu'en 2002, ces députés siègent à l'Assemblée nationale aux côtés des Verts et des chevènementistes au sein du Groupe radical, citoyen et vert (RCV).

### 1998-2017: Parti radical de gauche

#### Présidence de Jean-Michel Baylet (jusqu’en 2016)

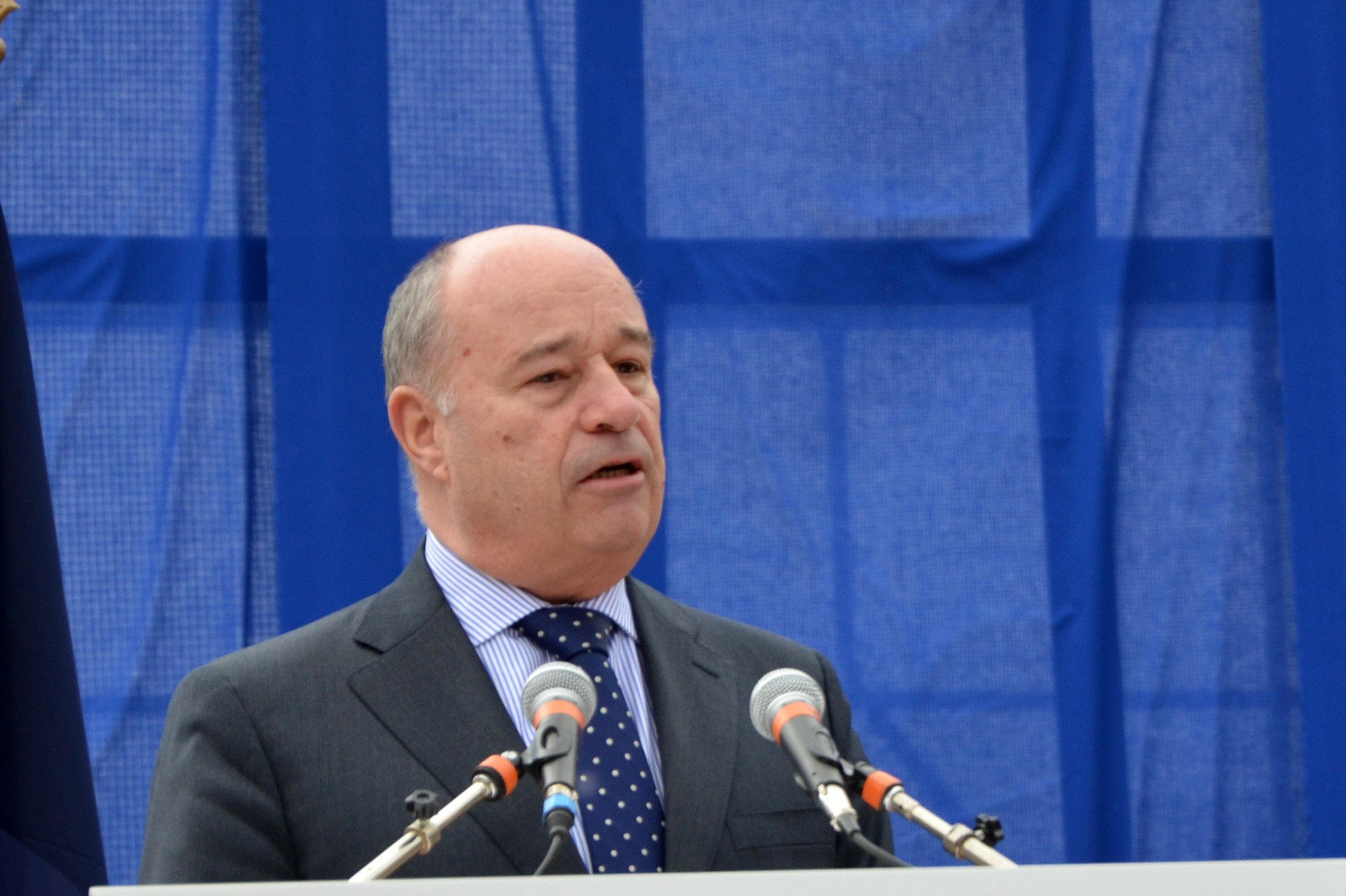
Jean-Michel Baylet, président du parti de 1996 à 2016, candidat à la primaire de gauche de 2011.

Le parti est rebaptisé Parti radical de gauche le 13 janvier 1998.
Durant l'élection présidentielle de 2002, le PRG choisit d'être représenté par une personnalité non membre, Christiane Taubira, députée de Guyane. Cette décision crée au sein du PRG de fortes tensions, plusieurs de ses élus et dirigeants et au premier plan d'entre eux Émile Zuccarelli choisissant de soutenir la candidature du républicain Jean-Pierre Chevènement. Christiane Taubira obtient 2,32 % au scrutin présidentiel. Elle intègre provisoirement le PRG en qualité de vice-présidente avant de renoncer à cette fonction en 2005 et d'appeler avec Émile Zuccarelli et une majorité de députés PRG à voter « non » au référendum du 29 mai 2005 sur le projet de Traité constitutionnel européen. Le PRG apparaît alors divisé entre un courant « social-libéral » autour de Jean-Michel Baylet et un courant républicain de gauche conduit par Émile Zuccarelli conforté par ses victoires consécutives au référendum insulaire puis au référendum sur le TCE.
Pour l'élection présidentielle de 2007, les militants réunis en congrès extraordinaire ont validé à une forte majorité la stratégie d'union avec le Parti socialiste dès le premier tour de l'élection présidentielle. Il en résulte un accord global entre le PS et le PRG pour les législatives : 36 circonscriptions électorales lui sont réservées. La majorité élue étant de droite, le PRG obtient neuf députés dont cinq femmes. Plusieurs sortants sont battus : Émile Zuccarelli, Roger-Gérard Schwartzenberg, François Huwart… Faute d'avoir obtenu la réduction à 15 députés du seuil de constitution d'un groupe parlementaire, les députés radicaux de gauche constituent le groupe Socialiste, radical, citoyen et divers gauche (SRC) avec les députés du Parti socialiste et du Mouvement républicain et citoyen. Le groupe SRC est présidé par Jean-Marc Ayrault.
En 2008, six députés radicaux de gauche et des sénateurs du RDSE se prononcent en faveur de la révision de la constitution et contribuent à ce que celle-ci soit adoptée.
Lors des élections régionales de 2010, la vague rose apparue lors des précédentes élections régionales de 2004 est consolidée, le PS et le PRG gardent toutes leurs régions. Le PRG arrache la Corse à la droite. Il ne reste à la droite que l’Alsace. D’ailleurs, si dans toutes les régions le PS est tête de liste et le PRG son allié, en Corse la situation est inversée. Le PRG fort de son ancrage local présente deux listes: une avec Émile Zuccarelli, maire de Bastia à sa tête et une avec Paul Giacobbi, fils du 1er président de la région Corse. La liste Giacobbi arrive devant, les deux listes PRG fusionnent et gagnent les élections territoriales. La Collectivité territoriale de Corse repasse aux mains des radicaux de gauche 26 ans après l’avoir dirigée. Paul Giacobbi est élu président du conseil exécutif de Corse, le 25 mars 2010 ; il le reste jusqu’en décembre 2015.
Jean-Michel Baylet se présente à la primaire citoyenne de 2011 organisée par le Parti socialiste afin de faire candidature commune à la présidentielle. Il finit en dernière position avec 0,6 % des voix. En décembre 2011, les statuts d'un « Pôle radical et écologiste » sont signés entre le PRG et Génération écologie,.
À la suite des élections présidentielle et législatives de 2012, à l'entrée de plusieurs ministres PRG au gouvernement (Anne-Marie Escoffier, Sylvia Pinel, Christiane Taubira), le PRG forme, à l'Assemblée nationale, avec un député MdP (Jean-Noël Carpentier), un dissident PS (Olivier Falorni), un élu MoDem (Thierry Robert) et un élu GUSR (Ary Chalus), le groupe parlementaire Radical, républicain, démocrate et progressiste (RRDP). Paul Giacobbi quitte en 2014 le PRG en raison de conflits avec la direction nationale de son parti.

#### Présidence de Sylvia Pinel (2016-2017)

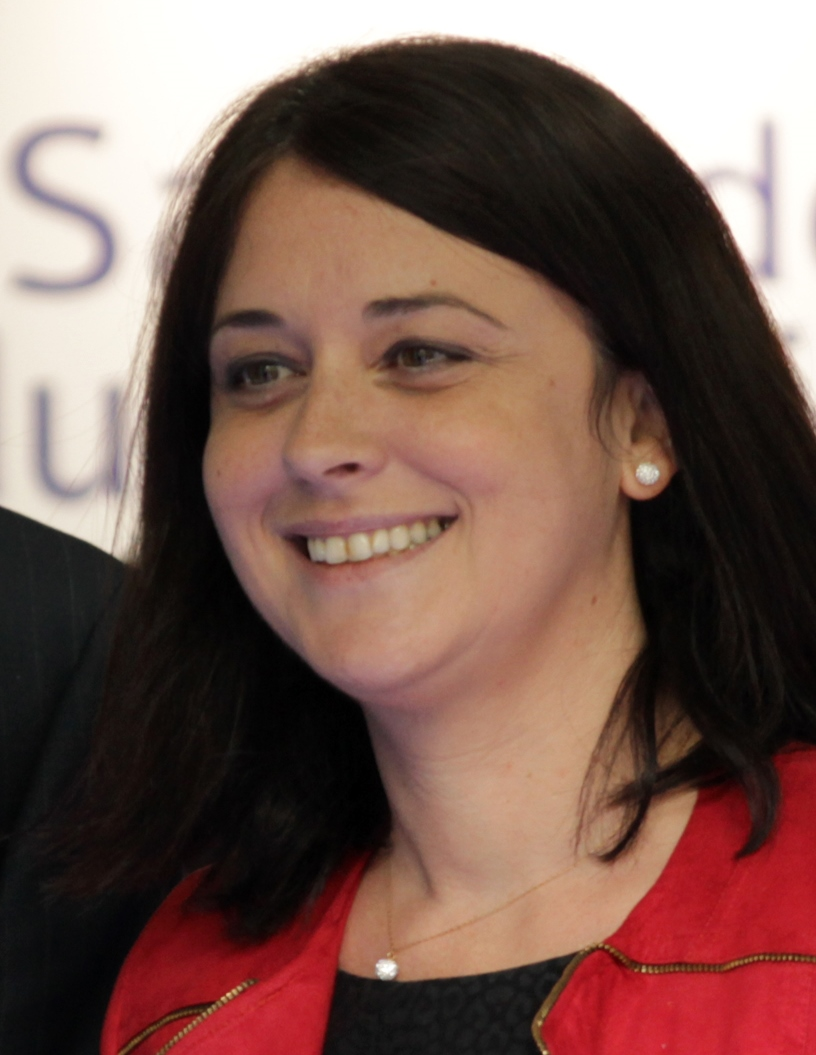
Sylvia Pinel, présidente du PRG de 2016 à 2017 et candidate à la primaire de gauche de 2017.

Le 17 février 2016, Sylvia Pinel succède à Jean-Michel Baylet à la présidence du PRG. Exerçant cette charge par intérim, elle doit affronter lors du congrès de septembre un autre candidat à la présidence du parti, Guilhem Porcheron, ce qui rompt avec les pratiques en cours sous la présidence de Jean-Michel Baylet, qui était élu par acclamation ou à mains levées. Après avoir annoncé sa candidature l'élection présidentielle de 2017 sans passer par la primaire de gauche, Sylvia Pinel fait voter sa participation à ladite primaire, : elle termine en avant-dernière position, avec 2,02 % des voix. Alors que le parti soutient le vainqueur de la primaire, Benoît Hamon, plusieurs personnalités du PRG, comme Jean-Michel Baylet, Thierry Braillard et Annick Girardin, appellent à voter pour le candidat En marche, Emmanuel Macron,.
Annick Girardin et Jacques Mézard font leur entrée dans le gouvernement Édouard Philippe après la victoire d’Emmanuel Macron. Si le PRG propose au nouveau président « une coalition large de gouvernement, capable de lui assurer une majorité présidentielle pour agir utilement dans l'intérêt de la France et des Français », aucun accord électoral n'est conclu entre les deux partis, le MoDem étant l'unique parti à être associé par La République en marche aux élections législatives. Après le scrutin, le PRG essaie sans succès de constituer à l'Assemblée nationale un groupe indépendant du groupe socialiste rassemblant les radicaux de gauche, des dissidents socialistes (comme Manuel Valls), des divers gauche et des écologistes.

### 2017-2019: fusion au sein du Mouvement radical
Historiquement, une fusion a régulièrement été envisagée avec le parti radical « valoisien ». Ainsi, en 2007, Jean-Michel Baylet et Jean-Louis Borloo (parti radical) font part de leur souhait de fusion des deux mouvements.
Après les élections législatives de 2017, le projet de fusion prend corps. Le 15 et 16 septembre 2017, les deux partis se rassemblent lors d'universités d'été communes à Montpellier. Pour l'occasion, trois noms ont été déposés pour le nouveau parti réunifié : Les Progressistes, Force sociale et libérale et La République radicale. La réunification des deux partis est soumise au vote lors du congrès organisé conjointement par les deux partis les 9 et 10 décembre 2017. Les deux partis fusionnent en un Mouvement radical (MR). Le parti réunifié est coprésidé, durant une période de transition de deux ans, par Laurent Hénart et Sylvia Pinel.
Opposés à la fusion, Virginie Rozière et Stéphane Saint-André annoncent la création d'un nouveau mouvement politique, Les Radicaux de gauche, dont ils sont les co-présidents. En réaction, Sylvia Pinel les démet de leurs fonctions au sein du PRG.

### Depuis 2019: relance du parti

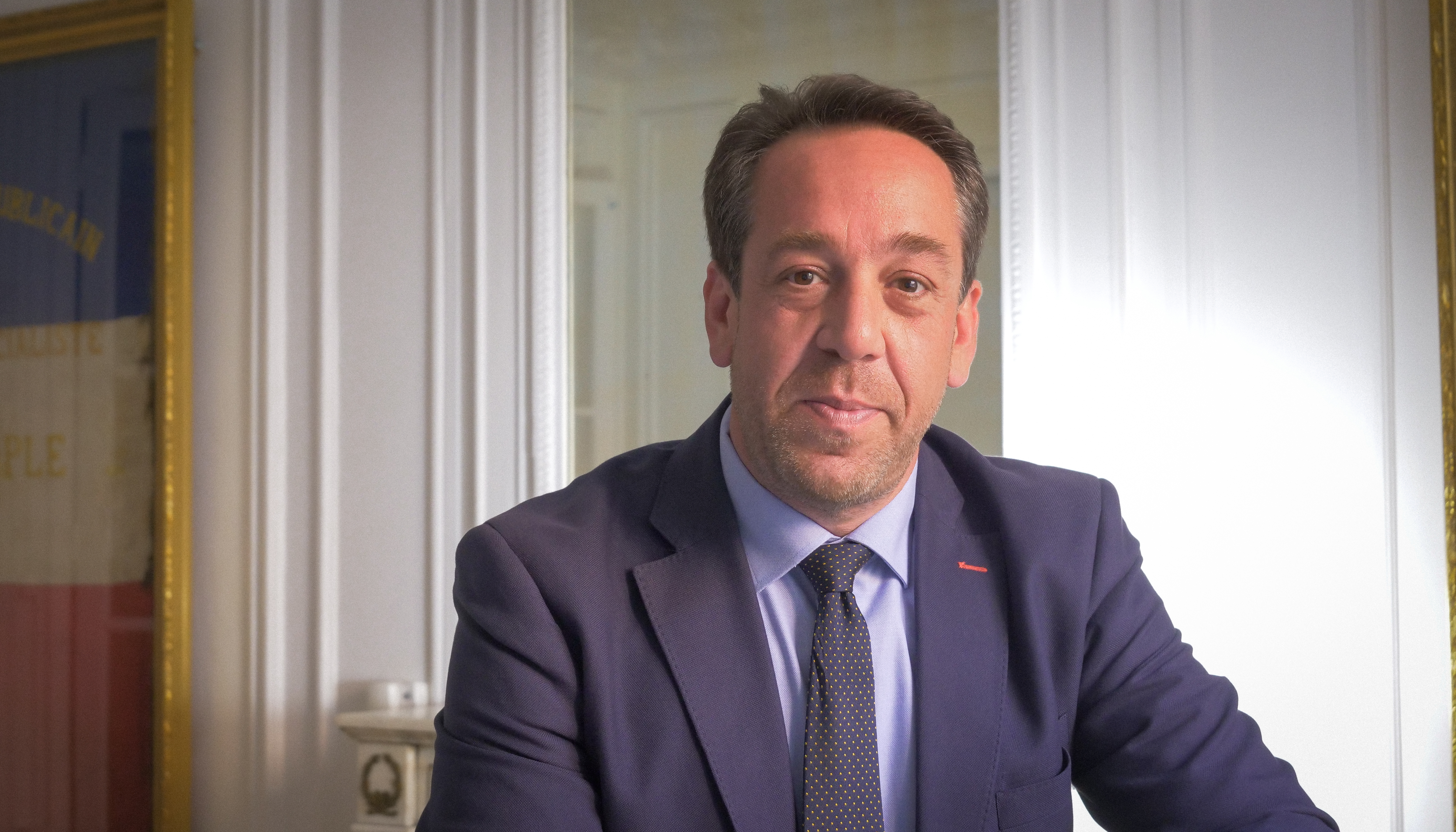
Guillaume Lacroix, président du PRG depuis 2019.

Le 6 février 2019, avant l'extinction de la période transitoire de deux ans à l'issue de laquelle le PRV et le PRG devaient pleinement fusionner, le comité exécutif du PRG quitte le Mouvement radical, redoutant que ce dernier ne rejoigne la majorité présidentielle d'Emmanuel Macron lors de son congrès du 9 mars 2019. En effet, une partie du MR avait tendu la main à La République en marche en vue des élections européennes. Guillaume Lacroix est élu à cette occasion président du PRG. Sylvia Pinel s'associe à cette démarche et renonce à la co-présidence du MR.
Le 16 mars 2019, le PRG se réunit pour officialiser la décision,. Son président annonce vouloir à cette occasion « refonder le centre-gauche » et appeler à la « création d'une fédération des forces humanistes et sociales ».
Lors de la convention nationale du PRG du 21 septembre 2019, le parti change de nom et devient « PRG – Le centre gauche »,. Guillaume Lacroix est élu à bulletin secret ce même jour. Le parti se présente comme un allié de l'ancien Premier ministre socialiste Bernard Cazeneuve.
Le 18 décembre 2021, le PRG annonce son soutien à la candidature de Christiane Taubira à l'élection présidentielle de 2022, alors que celle-ci a annoncé la possibilité d'une candidature,. Finalement, le parti annonce le 14 février 2022 se mettre en retrait de cette candidature ajoutant que les élus PRG seraient libres de soutenir Christiane Taubira. Le parti ne soutient, en ce sens, aucun candidat, regrettant l'impossibilité pour la gauche de s'unir pour cette élection présidentielle.
Pour les législatives de 2022, le Parti radical de gauche ne rejoint pas la NUPES aux côtés des insoumis, des écologistes, des socialistes et des communistes et ainsi présente des candidatures indépendantes dans une centaine de circonscriptions,. La formation souhaite rallier les candidats socialistes dissidents, également opposés à la NUPES, au sein d'une « Gauche au réel » (républicaine, écologiste, européenne et laïque) qui doit rassembler le centre gauche opposé à Emmanuel Macron.
Le Parti radical de gauche perd ses deux sièges de députés lors de ces dernières législatives mais conserve un député apparenté (Olivier Falorni),, qui rejoint toutefois le groupe MoDem trois mois plus tard.
Après l'élection présidentielle de 2022, et en réaction à la création de la NUPES, quelques élus locaux rejoignent le PRG, et les députés socialistes « dissidents » se rattachent financièrement au PRG.
Le 11 mars 2023, le PRG rejoint La Convention, mouvement créé par l'ancien Premier ministre socialiste Bernard Cazeneuve, qu'il a d'ailleurs initialement soutenu pour la présidentielle,,.
Lors de la Convention national du parti, le 23 novembre 2023, devant la présence de Bernard Cazeneuve, Guillaume Lacroix annonce la candidature de son parti aux européennes, il prendra la tête de cette liste,.
Le 2 février 2024, le PRG annonce la création d'une coalition pour l'Europe et les territoires « anti-Nupes » pour les élections européennes, « une liste de rassemblement affranchie de tout extrémisme, représentative de toute la société et respectueuse de tous les territoires »,. Cette coalition regroupe outre le PRG, les régionalistes de Régions et peuples solidaires, les pro-européens de Volt France. Elle est rejointe par les composantes du mouvement de la Convention de Bernard Cazeneuve comme le Mouvement des citoyens, le Mouvement des progressistes et le Collectif des sociaux-démocrates réformateurs (dissidents de Territoires de progrès), .
Le 20 avril 2024, lors du meeting qui se tient à Labège (près de Toulouse), le PRG et ses alliés dévoilent le programme et les 81 noms de leur liste pour les élections européennes de 2024, dénommée (ETE) « Europe, Territoires, Écologie »,.
Prenant acte du résultat des élections européennes, le PRG soutient « tous les candidats républicains » ou « qui partagent ses valeurs », en refusant de soutenir les candidats issus de Les Écologistes ou La France insoumise capables de l'emporter contre l'extrême droite.

## Présidents
| Portrait | Nom                         | Dates du mandat                                    | Dates du mandat | Dénomination du parti             |
| --- | --------------------------- | -------------------------------------------------- | --------------- | --------------------------------- |
| | Robert Fabre                | 1972                                               | 1978            | MGRS puis MRG                     |
| | Michel Crépeau              | 1975                                               | 9 juillet 1981  | MRG                               |
| | Roger-Gérard Schwartzenberg | 9 juillet 1981 (intérim) 5 octobre 1981 (élection) | 12 octobre 1983 | MRG                               |
| | Jean-Michel Baylet          | 1983                                               | 1985            | MRG                               |
| | François Doubin             | 1985                                               | 1988            | MRG                               |
| | Yvon Collin                 | 1988                                               | 1989            | MRG                               |
| | Émile Zuccarelli            | 1989                                               | 1992            | MRG                               |
| | Jean-François Hory          | 14 juin 1992                                       | 18 octobre 1995 | Radical                           |
| Vacance de la présidence du 18 octobre 1995 au 28 janvier 1996. La direction collégiale est assurée par les trois vice-présidents jusqu'au prochain congrès du parti. |                             |                                                    |                 |                                   |
| | Jean-Michel Baylet          | 28 janvier 1996                                    | 17 février 2016 | Parti radical-socialiste puis PRG |
| La vice-présidente Sylvia Pinel assure l'intérim du 17 février 2016 au 3 septembre 2016.                                                                              |                             |                                                    |                 |                                   |
| | Sylvia Pinel                | 3 septembre 2016                                   | 9 décembre 2017 | PRG                               |
| Disparition du parti par sa fusion dans le Mouvement radical avant sa relance en 2019.                                                                                |                             |                                                    |                 |                                   |
| | Guillaume Lacroix           | 6 février 2019                                     | En fonction     | PRG                               |

## Identité visuelle

Logo du MRG de 1973 à 1994.
Logo de Radical de 1994 à 1996.
Logo du PRS de 1996 à 1998.
Logo du PRG de 1998 à 2009.
Logo du PRG de 2009 à 2013.
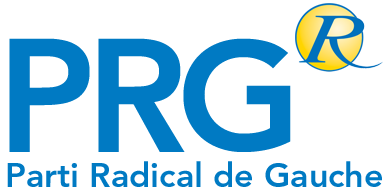
Logo du PRG de 2013 à 2016.
Logo du PRG de 2016 à 2019.
Logo du PRG depuis 2019.

## Résultats électoraux

### Élections présidentielles
| Année | Candidat                      | Résultats (1er tour) | Résultats (1er tour) | Résultats (1er tour) |
| Année | Candidat                      | Voix                 | %                    | Rang                 |
| ----- | ----------------------------- | -------------------- | -------------------- | -------------------- |
| 1974  | soutien à François Mitterrand |                      |                      |                      |
| 1981  | Michel Crépeau                | 642 847              | 2,21                 | 7e                   |
| 1988  | soutien à François Mitterrand |                      |                      |                      |
| 1995  | soutien à Lionel Jospin       |                      |                      |                      |
| 2002  | Christiane Taubira            | 660 447              | 2,32                 | 13e                  |
| 2007  | soutien à Ségolène Royal      |                      |                      |                      |
| 2012  | soutien à François Hollande   |                      |                      |                      |
| 2017  | soutien à Benoît Hamon        |                      |                      |                      |

### Élections législatives
| Année | %        | %       | Sièges   | Statut                           | Gouvernement                              |
| Année | 1er tour | 2d tour | Sièges   | Statut                           | Gouvernement                              |
| ----- | -------- | ------- | -------- | -------------------------------- | ----------------------------------------- |
| 1973  | 2,8      | ?       | 13 / 490 | Opposition                       |                                           |
| 1978  | 2,1      | 2,4     | 10 / 491 | Opposition                       |                                           |
| 1981  | 1,4      | ?       | 14 / 491 | Majorité absolue                 | Mauroy I, II et III, Fabius               |
| 1986  | 0,4      |         | 7 / 577  | Opposition                       |                                           |
| 1988  | 1,1      | 1,3     | 9 / 577  | Majorité absolue puis relative   | Rocard I et II, Cresson, Bérégovoy        |
| 1993  | 0,9      | 1,2     | 6 / 577  | Opposition                       |                                           |
| 1997  | 1,4      | 2,2     | 13 / 577 | Majorité absolue                 | Jospin                                    |
| 2002  | 1,5      | 2,1     | 7 / 577  | Opposition                       |                                           |
| 2007  | 1,3      | 1,6     | 8 / 577  | Opposition                       |                                           |
| 2012  | 1,7      | 2,3     | 12 / 577 | Majorité absolue                 | Ayrault I et II, Valls I et II, Cazeneuve |
| 2017  | 0,5      | 0,4     | 3 / 577  | Majorité absolue puis Opposition | Philippe I et II                          |
| 2022  | 0,5      | 0,2     | 1 / 577  | Majorité relative                | Borne et Attal                            |
| 2024  | 0,1      |         | 0 / 577  | Extra-parlementaire              |                                           |

### Élections européennes
| Année | Voix                | %                   | Sièges              | Rang                | Tête de liste             | Groupe              |
| ----- | ------------------- | ------------------- | ------------------- | ------------------- | ------------------------- | ------------------- |
| 1979a | 4 763 026           | 23,5                | 2 / 81              | 2e                  | François Mitterrand (PS)  | SOC                 |
| 1984b | 670 474             | 3,32                | 0 / 81              | 6e                  | Olivier Stirn (UCR)       | Aucun               |
| 1989a | 4 286 354           | 23,6                | 5 / 81              | 2e                  | Laurent Fabius (PS)       | SOC                 |
| 1994  | 2 344 457           | 12,03               | 13 / 87             | 4e                  | Bernard Tapie (MRG)       | ARE                 |
| 1999c | 3 874 231           | 22,0                | 2 / 87              | 1er                 | François Hollande (PS)    | PSE                 |
| 2004  | 121 573             | 0,71                | 0 / 78              | 14e                 | Circonscription régionale |                     |
| 2009  | Ne se présente pas. | Ne se présente pas. | Ne se présente pas. | Ne se présente pas. | Ne se présente pas.       | Ne se présente pas. |
| 2014a | 2 650 357           | 14,0                | 1 / 74              | 3e                  | Circonscription régionale | S&D                 |
| 2019d | 1 403 170           | 6,19                | 0 / 79              | 6e                  | Raphaël Glucksmann (PP)   | S&D                 |
| 2024e | 63 497              | 0,26                | 0 / 81              | 17e                 | Guillaume Lacroix (PRG)   |                     |

a Liste commune avec le Parti socialiste (1979 : 20 sièges ; 1989 : 17 sièges ; 2014 : 12 sièges).

b Liste commune avec le UCR (0 siège) et le MEP (0 siège).

c Liste commune avec le Parti socialiste (18 sièges) et le Mouvement des citoyens (2 sièges).

d Liste commune avec Place publique (2 sièges), Nouvelle Donne (1 siège) et le Parti socialiste (3 sièges).

e Liste commune avec Régions et Peuples solidaires, Volt France, le Mouvement des Citoyens, le Mouvement des Progressistes, le CSDR et l'Avenir n'attend pas.

### Élections régionales
| Année | Voix                                          | %     | Sièges    | Présidents (membre du PRG) |
| ----- | --------------------------------------------- | ----- | --------- | -------------------------- |
| 1986  | 11 416 135 (Programme commun: PS - PRG - PCF) | 41,72 | 27 / 1776 | 0 / 26                     |
| 1992  | 6 024 904 (Union PS - PCF - PRG)              | 24,46 | 13 / 1859 | 0 / 26                     |
| 1998  | 8 005 830 Gauche plurielle                    | 36,55 | 27 / 1827 | 0 / 26                     |
| 2004  | 12 896 828 (Union PS - PRG - Les Verts - PCF) | 49,92 | 64 / 1880 | 0 / 26                     |
| 2010  | 11 456 758 (Alliance PS - PRG - MRC)          | 54,05 | 70 / 1839 | 1 / 26                     |
| 2015  | 8 083 168 (PS - PRG - MRC)                    | 32,12 | 36 / 1757 | 0 / 18                     |
| 2021  |                                               |       | 34 / 1757 | 0 / 18                     |

### Élections cantonales et départementales
| Année | Premier tour | Premier tour | Premier tour | Second tour | Second tour | Second tour | Conseillers | Présidents |
| Année | Voix         | %            | Rang         | Voix        | %           | Rang        | Conseillers | Présidents |
| ----- | ------------ | ------------ | ------------ | ----------- | ----------- | ----------- | ----------- | ---------- |
| 1973  | 164 712      | 1,99         | NC           | NC          | NC          | NC          | 68 / 1926   | / 100      |
| 1976  | 253 158      | 2,44         | NC           | 169 928     | 2,68        | NC          | 97 / 1863   | / 101      |
| 1979  | 203 157      | 1,89         | NC           | 136 655     | 1,88        | NC          | 25 / 1847   | / 101      |
| 1982  | 217 143      | 1,72         | NC           | 132 798     | 1,74        | NC          | 61 / 2014   | 5 / 101    |
| 1985  | 173 348      | 1,72         | NC           | 139 266     | 1,78        | NC          | 57 / 2044   | / 100      |
| 1988  | 129 847      | 1,42         | NC           | 91 153      | 1,52        | NC          | 44 / 2043   | / 100      |
| 1992  | 108 764      | 0,88         | NC           | 88 774      | 1,04        | NC          | 33 / 1945   | 4 / 100    |
| 1994  | 130 178      | 1,19         | NC           | 73 548      | 0,92        | NC          | 26 / 1922   | 3 / 100    |
| 1998  | 119 272      | 1,05         | NC           | 88 524      | 1,04        | NC          | 28 / 2038   | 5 / 100    |
| 2001  | 150 695      | 1,23         | NC           | 100 143     | 1,33        | NC          | 26 / 1997   | 4 / 100    |
| 2004  | 156 296      | 1,27         | NC           | 134 365     | 1,29        | NC          | 44 / 2034   | 3 / 100    |
| 2008  | 183 208      | 1,37         | NC           | 100 861     | 1,47        | NC          | 84 / 2020   | 2 / 100    |
| 2011  | 135 958      | 1,48         | NC           | 119 697     | 1,51        | NC          | 51 / 2026   | 3 / 101    |
| 2015  | 62 370       | 0,31         | NC           | 64 110      | 0,35        | NC          | 63 / 4108   | 3 / 98     |
| 2021  | NC           | NC           | NC           | NC          | NC          | NC          | 87 / 4058   | 2 / 95     |

## Élus

### Députés
À la suite des élections législatives de juin 2017, le PRG remporte deux sièges sous étiquette PRG et en tant que soutiens de la majorité présidentielle. Les sortants Alain Tourret (LREM), suspendu de ses fonctions au sein du PRG pour son soutien à Emmanuel Macron et opposé à une candidate PRG sur sa circonscription, Joël Giraud (PRG) et Jacques Krabal (PRG) sont quant à eux réélus sous une autre étiquette. En outre, Stéphane Mazars et Anne Blanc sont des conseillers départementaux et membres du PRG mais sont élus à l'Assemblée nationale sous l'étiquette LREM. Stéphanie Kerbarh est quant à elle aussi membre du PRG lors de son élection tout en recevant l'investiture LREM.
Annick Girardin étant nommée au gouvernement en juillet 2017, son suppléant, Stéphane Claireaux, devient député.

### Sénateurs

#### Mandature 2020-2026
| Département             | Nom              | Groupe | Groupe | Remarques |
| ----------------------- | ---------------- | ------ | ------ | --------- |
| Alpes-de-Haute-Provence | Jean-Yves Roux   |        | RDSE   |           |
| Hérault                 | Christian Bilhac |        | RDSE   |           |
| Hautes-Pyrénées         | Maryse CARRÈRE   |        | RDSE   |           |

#### Mandature 2023-2029
| Département       | Nom            | Groupe | Groupe | Remarques |
| ----------------- | -------------- | ------ | ------ | --------- |
| Hautes-Pyrénées   | Maryse Carrère |        | RDSE   |           |
| Seine-Saint-Denis | Ahmed Laouedj  |        | RDSE   |           |
| Puy de Dôme       | Eric Gold      |        | RDSE   |           |

## Structures associées
Les JRG - Jeunes de centre gauche sont reconstitués lors de la convention du PRG de 2019. Ils regroupent les adhérents du parti âgés entre 15 et 29 ans.
Les élus membres du PRG sont regroupés au sein de l'Association nationale des élus de la gauche radicale et républicaine (ANEGRR).

## À la télévision
Le Parti radical de gauche est mentionné sur les affiches de campagne des candidats de gauche dans la série Baron noir et plus particulièrement pendant la campagne présidentielle de Philippe Rickwaert.